# Carlina brachylepis
Carlina brachylepis là một loài thực vật có hoa trong họ Cúc. Loài này được (Batt.) Meusel & Kästner mô tả khoa học đầu tiên năm 1977.